# Pantodonta
De Pantodonta zijn een orde of onderorde van uitgestorven zoogdieren die leefden in het Paleoceen en Eoceen.
Na het uitsterven van de dinosauriërs ontwikkelden zich in het Vroeg-Paleoceen een groot aantal primitieve planteneters, waaronder de pantodonten. Deze dieren verschilden in grootte van het formaat van een grijze eekhoorn tot dat van een neushoorn. Pantodonten leefden vooral in Azië en Noord-Amerika. Eén soort is bekend uit Zuid-Amerika, Alcidedorbignya inopinata. Tot de eerste vormen behoorden Archaeolambda, Crustulus en Pantolambda. Barylambda en Titanoides uit het Laat-Paleoceen behoorden tot de grootste zoogdieren van hun tijd. In dezelfde periode ontwikkelde zich de Coryphodontidae met Coryphodon, de bekendste en ook een van de grootste pantodonten. In de loop van het Eoceen ontstonden beter ontwikkelde hoefdieren zoals paarden, neushoorns en zwijnen. Deze groepen namen de plaats van de pantodonten als belangrijkste planteneters in. Dit betekende dat de Pantodonta aan het eind van het Eoceen geheel was uitgestorven.
De precieze classificatie van de Pantodonta binnen de Eutheria is onduidelijk, maar de Tillodontia worden over het algemeen beschouwd als de nauwste verwanten met Deltatherium als basale vorm uit deze groep van zoogdieren.

## Indeling
- Pantodonta
  - Superfamilie Bemalambdoidea
    - Familie Bemalambdidae
    - Familie Harpyodidae

  - Superfamilie Coryphodontoidea
    - Familie Coryphodontidae

  - Superfamilie Pantolambdoidea
    - Familie Alcidedorbignyidae
    - Familie Barylambdidae
    - Familie Cyriacotheriidae
    - Familie Pantolambdidae
    - Familie Pantolambdodontidae
    - Familie Pastoralodontidae
    - Familie Titanoideidae